# 世界知识
《世界知识》由胡愈之于1934年创办，是中国大陆国际时政类半月刊，编辑部位于北京市。
《世界知识》在2018年被中华人民共和国国家新闻出版广电总局新闻报刊司评为2017年全国“百强报刊”。